# Coribe
Coribe är en kommun i Brasilien.   Den ligger i delstaten Bahia, i den östra delen av landet, 400 km nordost om huvudstaden Brasília. Antalet invånare är 14 301.
Omgivningarna runt Coribe är huvudsakligen savann. Runt Coribe är det mycket glesbefolkat, med 4 invånare per kvadratkilometer.